# My Love (Florence and the Machine)
My Love è un singolo del gruppo musicale britannico Florence and the Machine, pubblicato il 10 marzo 2022 come secondo estratto dal quinto album in studio Dance Fever.

## Descrizione
Il videoclip, diretto da Autumn de Wilde, è stato pubblicato in contemporanea all'uscita del singolo. Florence ha dichiarato che il brano è nato nella cucina di casa sua come una «breve poesia triste» per poi essere trasformato da Dave Bayley in un inno dance da «Nick Cave in discoteca».